# Raschau-Markersbach
Raschau-Markersbach est une commune de Saxe (Allemagne), située dans l'arrondissement des Monts-Métallifères, dans le district de Chemnitz. Elle a été créée par fusion des communes de Raschau et Markersbach le 1er janvier 2008.

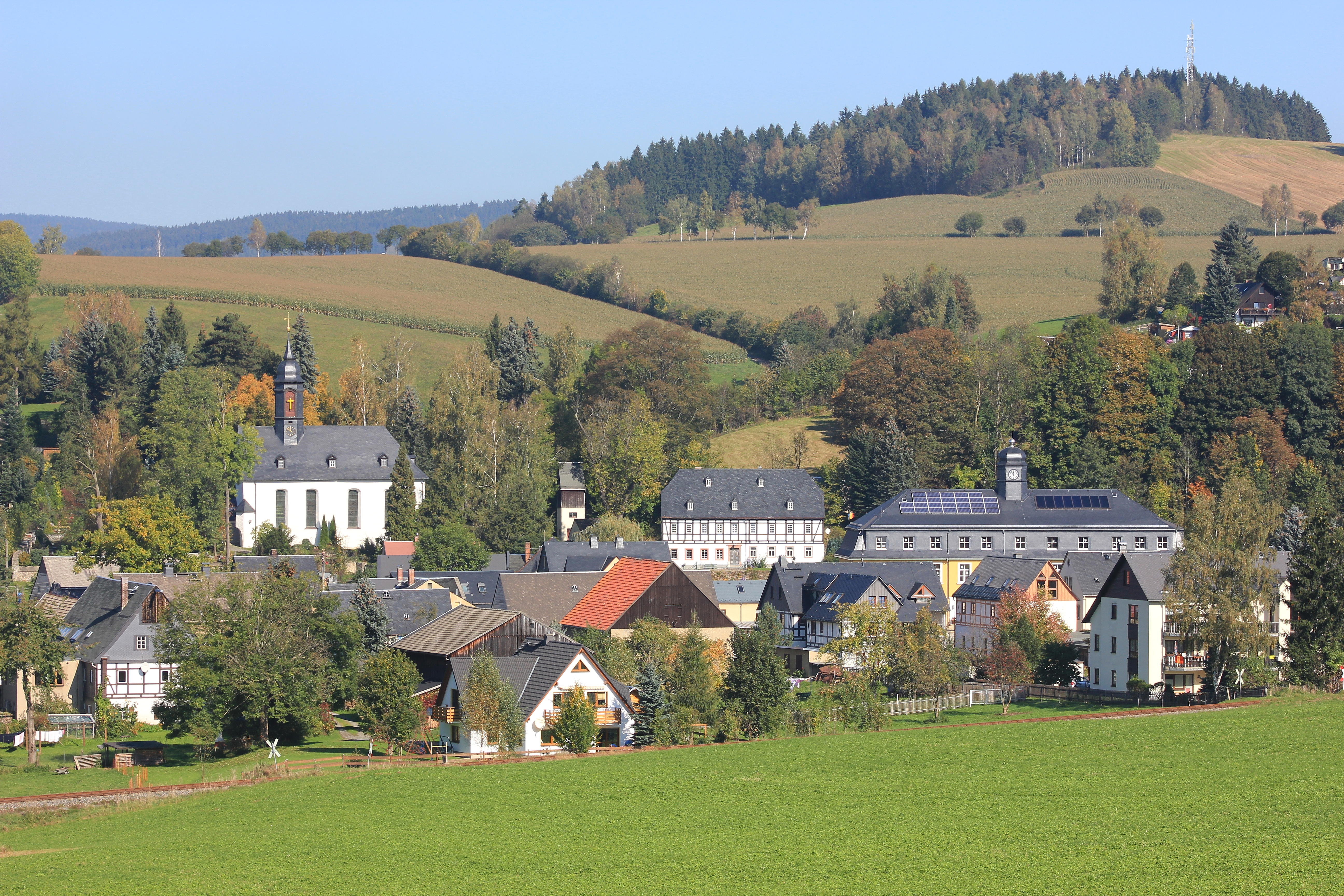
Centre de Raschau

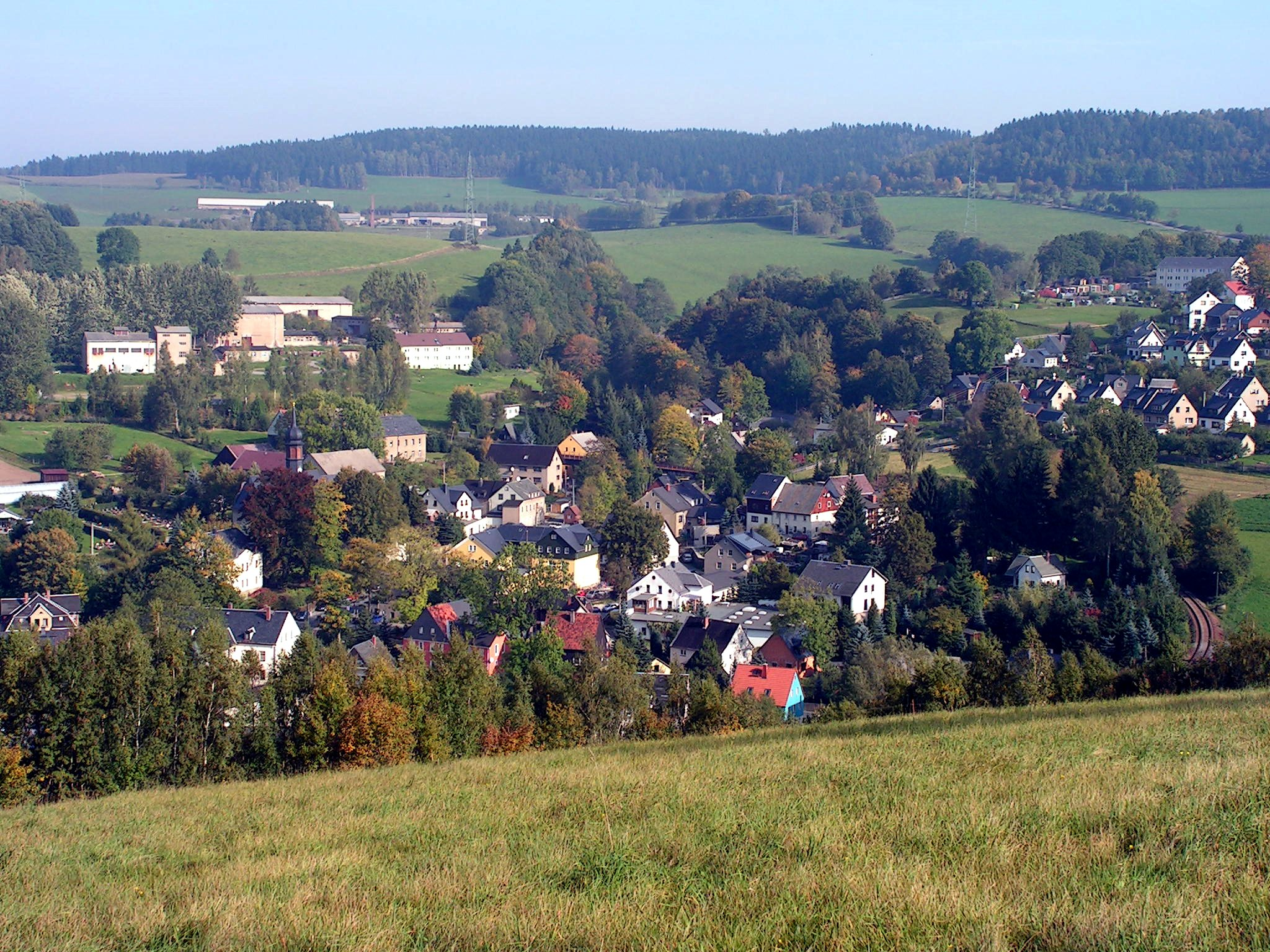
Vue sur Markersbach

## Jumelage
- Oberviechtach (Allemagne)
- Obernzenn (Allemagne)